# Movember

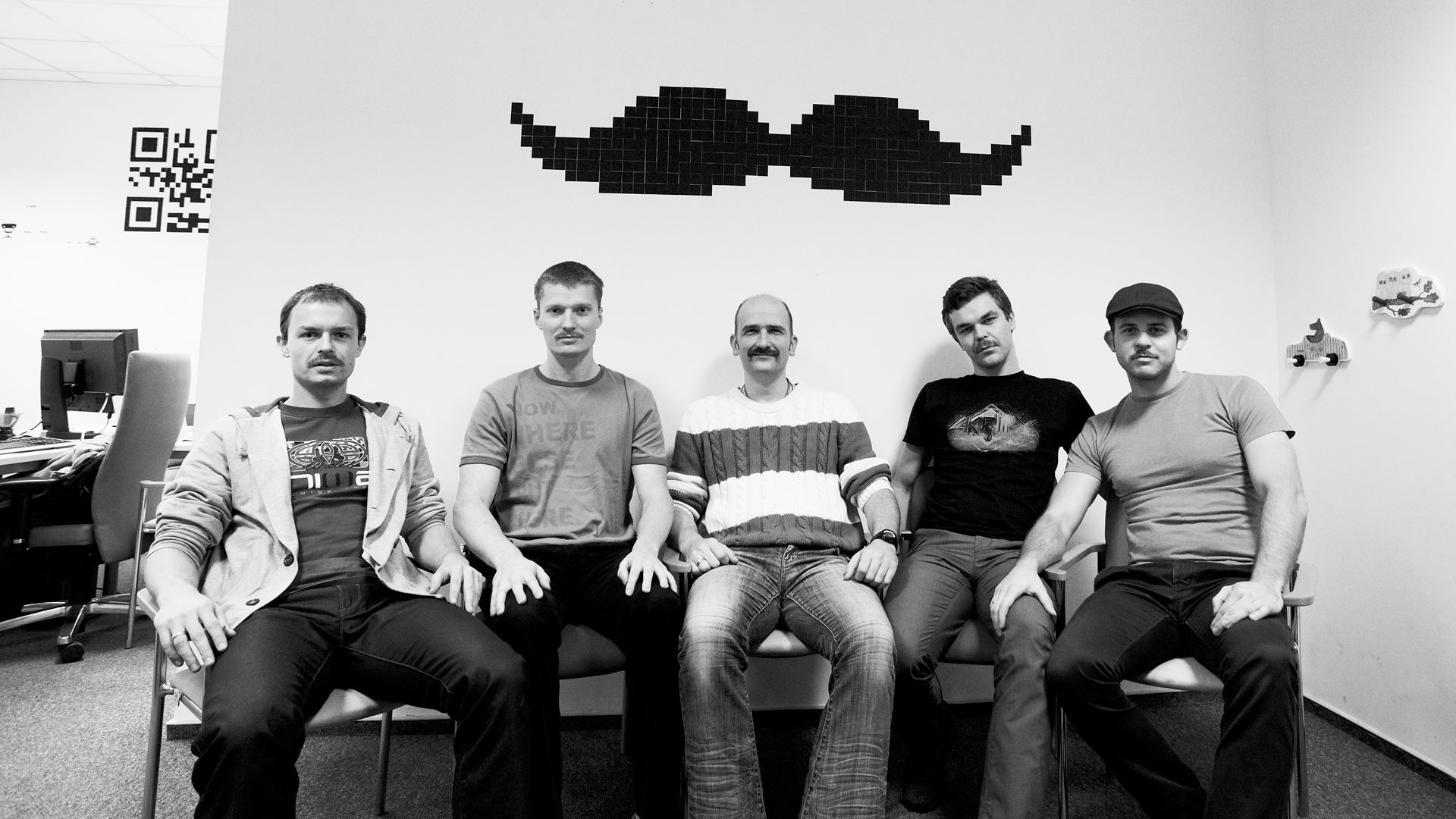
Grupa mężczyzn prezentuje wąsy zapuszczone w ramach akcji Movember

Movember (zbitka angielskich słów moustache, wąsy, i November, listopad), wąsopad – coroczna, trwająca miesiąc akcja, udział w której polega na zapuszczeniu wąsów w listopadzie. Jej celem jest podniesienie świadomości społecznej na temat problemów zdrowotnych mężczyzn, przede wszystkim raka prostaty i innych rodzajów raka dotykających mężczyzn („zmienić oblicze męskiego zdrowia”). Strona główna wydarzenia to Movember.com.
Przez zachęcanie mężczyzn do uczestnictwa w akcji Fundacja Movember ma nadzieję osiągnąć wzrost liczby wczesnych wykryć, diagnoz oraz efektywnych kuracji raka. Poza zachęcaniem do corocznych badań Fundacja Movember stara się przekonać mężczyzn, że powinni znać historię zachorowań na raka w swojej rodzinie i prowadzić zdrowszy tryb życia.
Od 2004 roku Fundacja Movember organizuje akcję Movember w Australii i Nowej Zelandii. W 2007 roku akcja była organizowana także w Irlandii, Kanadzie, Czechach, Danii, Salwadorze, Hiszpanii, Wielkiej Brytanii, Izraelu, Południowej Afryce, na Tajwanie i w Stanach Zjednoczonych.
W 2012 roku Global Journal zaliczył Movember do listy stu największych organizacji pozarządowych.
W akcji Movember uczestniczą sportowcy, w tym zawodnicy rugby i hokeja. W 2013 roku do akcji przyłączyła się Royal New Zealand Navy.

## Movember w Polsce
Akcja Movember w Polsce tworzona jest przez Fundację Kapitan Światełko. Rokrocznie wspiera popularność akcji i jej promowanie w mediach powoduje, że wielu mężczyzn w Polsce zapuszcza w listopadzie wąsy, zwiększając społeczną świadomość dotyczącą męskich problemów zdrowotnych. W sezonie 2012/2013 polskiej ekstraligi hokejowej do akcji przyłączyli się niektórzy zawodnicy. W 2013 roku do akcji włączyli się dziennikarze Canal+ Polska, namawiając również do udziału zawodników, trenerów i kibiców T-Mobile ekstraklasy, a w 2014 roku w akcji brali udział siatkarze klubów PlusLigi.
Od 2013 roku funkcjonuje także społeczność movemberowa.